# Яшкино
Я́шкино — административный центр Яшкинского района Кемеровской области, образует Яшкинское городское поселение.

## География
Посёлок расположен в 65-70 км к северо-западу от областного центра города Кемерово. Железнодорожная станция на 3537 км транссибирской железнодорожной магистрали. Станция входит в структуру Западно-Сибирской железной дороги (код ЕСР 873206).

## История
Основан как разъезд 204-й версты на Транссибе в 1896 году. В 1907 году здесь возникает известковый завод, в 1913 году был запущен  Яшкинский цементный завод основанный 28 июля 1912 г. и именовавшийся «Товариществом по производству извести и портландцемента Джурича и Головина».
В годы советской власти завод перестроен и расширен, превращён в крупнейшего поставщика цемента и шифера на востоке страны. Статус посёлка городского типа — с 1928 года.
Распоряжением Правительства РФ от 29 июля 2014 года № 1398-р «Об утверждении перечня моногородов» пгт включён в категорию «Монопрофильные муниципальные образования Российской Федерации (моногорода), в которых имеются риски ухудшения социально-экономического положения».

## Население
| 1959    | 1970    | 1979    | 1989    | 2002    | 2009    | 2010    |
| ------- | ------- | ------- | ------- | ------- | ------- | ------- |
| 14 113  | ↗14 929 | ↗14 983 | ↗16 649 | ↘15 583 | ↘15 242 | ↘14 719 |
| 2011    | 2012    | 2013    | 2014    | 2015    | 2016    | 2017    |
| ↘14 714 | ↘14 489 | ↘14 360 | ↘14 244 | ↘14 135 | ↘14 040 | ↘13 884 |
| 2018    | 2019    | 2020    | 2021    |         |         |         |
| ↘13 685 | ↘13 489 | ↘13 432 | ↘12 957 |         |         |         |

## Образование

### Дошкольное образование
- Детский сад № 3, ул. Свердлова, 22;
- Детский сад № 4, ул. 50 лет Советской Власти, 6;
- Детский сад № 6, ул. Ворошилова, 15;
- Детский сад № 7, ул. Калинина, 15;
- Детский сад № 8, пер. Базарный, 15
- Детский сад № 9, ул. Калинина, 11.

### Основное образование
- Основная общеобразовательная школа № 4, ул. Осиновка 2-я, 9.

### Среднее образование
- Средняя общеобразовательная школа № 1, ул. Ленинская, 4;
- Средняя общеобразовательная школа № 2, пер. Заводской, 16;
- Средняя общеобразовательная школа № 5, ул. Куйбышева, 14А.

### Среднее-специальное образование
- Яшкинский техникум технологий и механизации, ул. Комарова, 24.

### Дополнительно образование
- Дом творчества, ул. Комарова, 19;
- Детская школа искусств, ул. Строительная, 6;
- Детская юношеская спортивная школа, ул. Суворова, 3А.

## Экономика
Одно из основных предприятий посёлка — ООО «КДВ Яшкино», производитель кондитерских изделий, входит в КДВ групп.
Цементный завод (ООО «Яшкинский цемент», входящий в группу «Сибирский цемент») находится на этапе модернизации. Ведутся работы по разбору зданий цементно-шиферного комбината и подготовке новой площадки. Однако, в связи с кризисом 2008 года в России дальнейшие работы приостановлены.

## Религия

### Православие
- Церковь Андрея Первозванного, ул. Больничная, 8

### Католицизм
- Римско-католическая церковь, Приход «Святого семейства»[23].